# Kibakoganea kraatzi
Kibakoganea kraatzi är en skalbaggsart som beskrevs av Miyake och Muramoto 2003. Kibakoganea kraatzi ingår i släktet Kibakoganea och familjen Rutelidae.

## Underarter
Arten delas in i följande underarter:
- K. k. miyakei
- K. k. reichenbachi